# Михайловка (Кызылжарский район)
Миха́йловка (каз. Михайловка) — село в Кызылжарском районе Северо-Казахстанской области Казахстана. Входит в состав Асановского сельского округа. Код КАТО — 595035300.

## Население
В 1999 году население села составляло 131 человек (67 мужчин и 64 женщины). По данным переписи 2009 года, в селе проживало 104 человека (54 мужчины и 50 женщин).

## История
Село основано в 1895 году немецкими переселенцами из Причерноморья.